# NGC 1003
NGC 1003 je spirální galaxie v souhvězdí Persea. Její zdánlivá jasnost je 11,3m a úhlová velikost 4,3′ × 1,3′. Je vzdálená 33 milionů světelných let, průměr má 40 000 světelných let. Je členem skupiny galaxií NGC 1023, náležející k Místní nadkupě galaxií. Galaxii objevil 6. října 1784 William Herschel. V roce 1937 v této galaxii objevil Rudolph Minkowski supernovu později označenou SN 1937D a určenou jako supernova typu Ia.